# Empoasca acuminata
Empoasca acuminata är en insektsart som beskrevs av Wheeler 1939. Empoasca acuminata ingår i släktet Empoasca och familjen dvärgstritar.
Artens utbredningsområde är Arizona. Inga underarter finns listade i Catalogue of Life.